# Badb

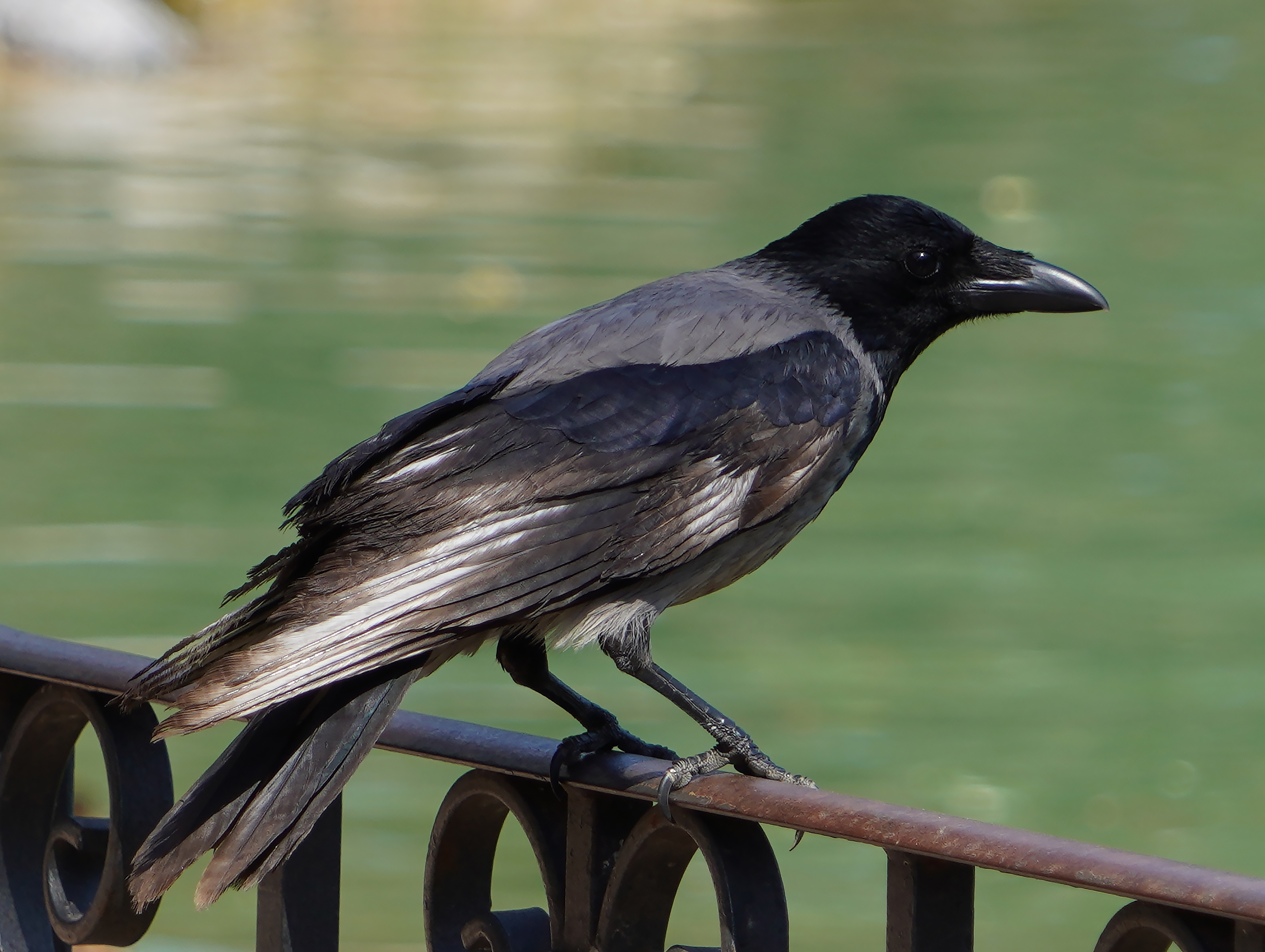
Corbul - era văzut ca reprezentare a zeiței Badb

În mitologia  celtică, Badb (însemnând "corb") este, împreună cu Morigan, o zeiță a războiului, ce apare adesea pe câmpul de luptă sub forma a trei ciori. Intervenția ei este foarte dorită când se dorește obținerea unei victorii pe câmpul de luptă. Ea este totodată o iubitoare a distrugerii și de aceea are obiceiul de a ațâța combatanții. Este o regină a fantomelor, fiind asociată corbilor. 
A nu se confunda cu Bobd care este o zeitate masculină.